# Србија на Европском првенству у атлетици за јуниоре 2009.
Србија је на 20. Европском првенству у атлетици за јуниоре 2009. одржаном у Новом Саду од 23-26. јула, учествовала са 22 такмичара (11 мушкараца и 11 жена) у четрнаест дисциплина.
Заставу Србије, на дефилеу земаља учесница, носио је бацач кугле Божидар Антуновић.
Највећи успех је постигла Татјана Јелача освајањем златне медаље у бацању копља.

## Освајачи медаља
| Медаља | Име и презиме  | Дисциплина   | Датум  |
| ------ | -------------- | ------------ | ------ |
| Злато  | Татјана Јелача | Бацање копља | 26 јул |
| Сребро | Ивана Шпановић | Скок у даљ   | 24 јул |
| Сребро | Мила Андрић    | 400м препоне | 26 јул |

## Учесници
| Никола Милинковић   | АК Сирмијум      | 13. јануар 1991.   | 100м 200м                  | 10.67 21.64      |
| Бојан Јовановић     | АК Војводина     | 30. јун 1990.      | 400м                       | 48.84            |
| Слободан Максимовић | АК Косово Поље   | 8. април 1990.     | 800м                       | 1:53.73          |
| Немања Церовац      | АК Младост       | 16. новембар 1991. | 1500м 5000м                | 3:47.57 14:39.77 |
| Муамер Хасановић    | АК Нови Пазар    | 13. октобар 1990.  | 10000м                     | 31:52.51         |
| Емир Бекрић         | АК Нови Београд  | 14. март 1991.     | 400м препоне               | 53.09            |
| Бојан Уметић        | АК Сирмијум      | 8. септембар 1991. | бацање кугле               | 17.82            |
| Божидар Антуновић   | АК Градитељ      | 24. јул 1991.      | бацање кугле               | 19.42            |
| Ведран Самац        | АК Сирмијум      | 22. јануар 1990.   | бацање копља               | 71.52            |
| Иван Сторић         | АК Црвена звезда | 17. јануар 1990.   | бацање копља               | 67.18            |
| Бранко Пауковић     | АК Рума          | 28. мај 1991.      | бацање копља               | 66.03            |
| Жене                |                  |                    |                            |                  |
| Катарина Сирмић     | АК Нови Београд  | 28. април 1991.    | 100м 4x100м                | 12.48 -          |
| Марија Петровић     | АК Уб            | 10. јануар 1990.   | 400м                       | 57.14            |
| Јелена Анђелковић   | АК Нови Београд  | 23. април 1990.    | 800м 4x400м                | 2:08.95 -        |
| Амела Терзић        | АК Нови Пазар    | 2. април 1993.     | 1500м 3000м                | 4:16.71 9:27.71  |
| Теодора Симовић     | АК Нови Пазар    | 27. октобар 1993.  | 5000м                      | 17:25.35         |
| Мила Андрић         | АК Нови Београд  | 1. март 1990.      | 400м препоне 4x100м 4x400м | 59.62 -          |
| Тања Илић           | АК Партизан      | 31. децембар 1990. | 4x100м                     | -                |
| Маријела Марковић   | АК Рума          | 7. јануар 1992.    | 4x400м                     | -                |
| Катарина Илић       | АК Пожаревац     | 9. октобар 1993.   | 4x400м                     | -                |
| Ивана Шпановић      | АК Војводина     | 10. мај 1990.      | скок у даљ 4x100м          | 6.65 -           |
| Татјана Јелача      | АК Сирмијум      | 10. август 1990.   | бацање копља               | 58.77            |
| Савезни селектор    |                  |                    |                            |                  |
| Ивица Можек         | Србија           |                    |                            |                  |

## Резултати

### Мушкарци
Тркачке дисциплине
| Атлетичар           | Дисциплина   | Групе      | Групе | Полуфинале           | Полуфинале           | Финале               | Финале               | Детаљи         |
| Атлетичар           | Дисциплина   | Резултат   | Место | Резултат             | Место                | Резултат             | Место                | Детаљи         |
| ------------------- | ------------ | ---------- | ----- | -------------------- | -------------------- | -------------------- | -------------------- | -------------- |
| Никола Милинковић   | 100м         | 11.24      | 35    | Није се квалификовао | Није се квалификовао | Није се квалификовао | Није се квалификовао | [ мртва веза ] |
| Никола Милинковић   | 200м         | 22.37 ЛРС  | 31    | Није се квалификовао | Није се квалификовао | Није се квалификовао | Није се квалификовао | [ мртва веза ] |
| Бојан Јовановић     | 400м         | 49.33      | 25    | Није се квалификовао | Није се квалификовао | Није се квалификовао | Није се квалификовао | [ мртва веза ] |
| Слободан Максимовић | 800м         | 1:57.33    | 33    | Није се квалификовао | Није се квалификовао | Није се квалификовао | Није се квалификовао | [ мртва веза ] |
| Немања Церовац      | 1500м        | 3:46.43 ЛР | 4     |                      |                      | 3:57.58              | 11                   | [ мртва веза ] |
| Немања Церовац      | 5000м        |            |       |                      |                      | Није завршио         | Није завршио         | [ мртва веза ] |
| Муамер Хасановић    | 10000м       |            |       |                      |                      | Није завршио         | Није завршио         | [ мртва веза ] |
| Емир Бекрић         | 400м препоне | 52.85 ЛР   | 11    | 53.45                | 10                   | Није се квалификовао | Није се квалификовао | [ мртва веза ] |

Техничке дисциплине
| Атлетичар         | Дисциплина   | Квалификације | Квалификације | Финале               | Финале               | Детаљи         |
| Атлетичар         | Дисциплина   | Резултат      | Место         | Резултат             | Место                | Детаљи         |
| ----------------- | ------------ | ------------- | ------------- | -------------------- | -------------------- | -------------- |
| Бојан Уметић      | Бацање кугле | 17.46         | 18            | Није се квалификовао | Није се квалификовао | [ мртва веза ] |
| Божидар Антуновић | Бацање кугле | 19.22         | 5             | 19.26                | 5                    |                |
| Ведран Самац      | Бацање копља | 68.59         | 11            | 66.61                | 12                   | [ мртва веза ] |
| Иван Сторић       | Бацање копља | 67.80 ЛР      | 14            | Није се квалификовао | Није се квалификовао |                |
| Бранко Пауковић   | Бацање копља | 63.84         | 21            | Није се квалификовао | Није се квалификовао |                |

### Жене
Тркачке дисциплине
| Атлетичарка(е)                                                | Дисциплина   | Групе    | Групе | Полуфинале            | Полуфинале            | Финале                | Финале                | Детаљи         |
| Атлетичарка(е)                                                | Дисциплина   | Резултат | Место | Резултат              | Место                 | Резултат              | Место                 | Детаљи         |
| ------------------------------------------------------------- | ------------ | -------- | ----- | --------------------- | --------------------- | --------------------- | --------------------- | -------------- |
| Катарина Сирмић                                               | 100м         | 12.57    | 24    | Није се квалификовала | Није се квалификовала | Није се квалификовала | Није се квалификовала | [ мртва веза ] |
| Марија Петровић                                               | 400м         | 57.37    | 16    | Није се квалификовала | Није се квалификовала | Није се квалификовала | Није се квалификовала | [ мртва веза ] |
| Јелена Анђелковић                                             | 800м         | 2:13.01  | 20    |                       |                       | Није се квалификовала | Није се квалификовала |                |
| Амела Терзић                                                  | 1500м        | 4:20.60  | 5     |                       |                       | 4:23.99               | 9                     | [ мртва веза ] |
| Амела Терзић                                                  | 3000м        |          |       |                       |                       | 9:22.44 ЛР            | 6                     | [ мртва веза ] |
| Теодора Симоновић                                             | 5000м        |          |       |                       |                       | 16:58.89 ЛР           | 7                     | [ мртва веза ] |
| Мила Андрић                                                   | 400м препоне | 58.66 ЛР | 3     |                       |                       | 57.55 НР              |                       | [ мртва веза ] |
| Тања Илић Мила Андрић Катарина Сирмић Ивана Шпановић          | 4x100м       | 46.92    | 8     |                       |                       | 46.86                 | 8                     | [ мртва веза ] |
| Мила Андрић Јелена Анђелковић Маријела Марковић Катарина Илић | 4x400м       |          |       |                       |                       | 3:43.81               | 6                     | [ мртва веза ] |

Техничке дисциплине
| Атлетичарка    | Дисциплина   | Квалификације | Квалификације | Финале   | Финале | Детаљи         |
| Атлетичарка    | Дисциплина   | Резултат      | Место         | Резултат | Место  | Детаљи         |
| -------------- | ------------ | ------------- | ------------- | -------- | ------ | -------------- |
| Ивана Шпановић | Скок у даљ   | 6.28          | 3             | 6.71 НР  |        |                |
| Татјана Јелача | Бацање копља | 53.29         | 2             | 60.35 НР |        | [ мртва веза ] |

ЛР = лични рекорд
ЛРС = лични рекорд сезоне
НР = национални рекорд